# Чемпионат России по компьютерному спорту
Чемпионат России по компьютерному спорту — спортивное соревнование, ежегодно проводящееся Федерацией компьютерного спорта России. С 2018 года включен в Единый календарный план межрегиональных, всероссийских и международных физкультурных мероприятий и спортивных мероприятий Минспорта Российской Федерации.

## Чемпионат России по компьютерному спорту 2019
Является официальным Чемпионатом России, включенным по вторую Часть единого календарного плана межрегиональных, всероссийских и международных физкультурных мероприятий и спортивных мероприятий на 2019 год, утвержденного приказом Минспорта России от 27 декабря 2018 г. № 1090. По результатам данного турнира чемпионы (победители соревнований) получают спортивные разряды.
Соревнования включают в себя следующие дисциплины:
- Боевая арена (Dota 2);
- Стратегия в реальном времени (Clash Royale);
- Специальное соревнование по Counter-Strike: Global Offensive.

Чемпионат России по компьютерному спорту проходит по следующей системе:
- Отборочные игры: с середины февраля по апрель 2019 года в ходе региональных квалификаций и онлайн-турниров будут разыграны 48 квот в групповую стадию.
- Основной этап: 8 групп по 6 команд/участников; далее 4 команд/участников играют по системе single-elimination до определения 4 финалистов в каждой из дисциплин.
- Финал: в конце мая в Yota Arena (Москва), где по олимпийской системе определятся Чемпионы России 2019 года.

Основной этап
Основной этап Чемпионата России по компьютерному спорту и специального турнира по Counter-Strike: Global Offensive состоит из двух стадий и проходит в онлайн-формате с 20.04.2019 по 12.05.2019.
Целью основного этапа является определение участников финального этапа в каждой из дисциплин.
Групповая стадия:
- Боевая арена (Dota 2): групповой этап — 8 групп (в каждой группе 6 участников), матчи проходят по системе каждый с каждым в формате bo1 (до одной победы). Размер групп может меняться в зависимости от количества участников.
- Стратегия в реальном времени (Clash Royale): групповой этап — 8 групп (в каждой группе 6 участников), матчи проходят по системе каждый с каждым в формате bo5 (до трех побед). Размер групп может меняться в зависимости от количества участников. По умолчанию все игры проводятся на платформе Android или iOS. Но, если участник способен выполнять все условия (общаться с судьями с Чате, загружать и предоставлять необходимые скриншоты и использовать функционал турнирного движка), то можно использовать и прочие устройства;

Финал проходит на LAN.
Финальный этап.
Место и время проведения: г. Москва, 8 и 9 июня 2019 года.
Количество участников финального этапа — 4 в каждой дисциплине.
Формат проведения  Финального этапа .
- Боевая арена (Dota 2): олимпийская система (single elimination). Полуфиналы и третье место bo3 (до двух побед). Финал — bo5 (до трёх побед); 6.4.10.2.
- Стратегия в реальном времени (Clash Royale): олимпийская система (single elimination) по системе bo7 (до четырёх побед)

Общий призовой фонд Соревнований 3 500 000 руб
Победители тура по Dota 2:
- 1 место и 800 000 (восемьсот тысяч) рублей — FrendlyTeam;
- 2 место и 400 000 (четыреста тысяч) рублей — Magic Hands;
- 3 место и 200 000 (двести тысяч) рублей — Team Spirit.

Победители тура по Clash Royale:
- 1 место и 250 000 (двести пятьдесят тысяч) рублей — Нарек «Narek» Марянян;
- 2 место 150 000 (сто пятьдесят тысяч) рублей — Даниэл «Ночная Фурия» Бухариев;
- 3 место 70 000 (семьдесят тысяч) рублей — Андрей «Nightmare» Козимиров.

Победители тура по Counter-Strike: Global Offensive:
- 1 место и 800 000 (восемьсот тысяч) рублей — Neverlands;
- 2 место 400 000 (четыреста тысяч) рублей — Team Unique;
- 3 место 200 000 (двести тысяч) рублей — Warthox.

## Чемпионат России по компьютерному спорту 2018
Является официальным Чемпионатом России, включенным по вторую Часть единого календарного плана межрегиональных, всероссийских и международных физкультурных мероприятий и спортивных мероприятий на 2018 год, утвержденного приказом Минспорта России от 27 декабря 2017 г. № 1107
Соревнования стартовали 24 февраля 2018 года и проходили по трем дисциплинам:
- Боевая арена (Dota 2);
- Соревновательные головоломки (Hearthstone);
- Специальное соревнование по Counter-Strike: Global Offensive.

Общий призовой фонд турнира составил 3 500 000 рублей:
по 1,5 млн руб. в Dota 2 и CS:GO, 500 тыс. руб. в Hearthstone.
Чемпионат России по компьютерному спорту проходил в три этапа:
• Отборочные игры: с середины февраля по апрель 2018 года в ходе региональных квалификаций и онлайн-турниров будут разыграны 40 квот в групповую стадию.
• Основной этап: 8 групп по 5 команд/участников; далее 16 команд/участников играют по системе double-elimination до определения 4 финалистов в каждой из дисциплин.
• Финал: 26-27 мая в Yota Arena (Москва), где по олимпийской системе определятся Чемпионы России 2018 года.
Победители тура по Dota 2 (командная дисциплина «Боевая арена»):
- 1 место и 800 000 рублей призовых — команда Slozniy Memas (Максим «Shachlo» Абрамовских, Александр «Immersion» Хмелевской, Альберт «Yume» Гараев, Семен «TTR» Мельников, Владислав «GGWPLanaya» Маликов)
- 2 место и 400 000 рублей призовых — команда Suicide Team
- 3 место и 200 000 рублей призовых — команда timurdota2

Победители тура по Hearthstone (одиночная дисциплина «Соревновательные головоломки»):
- 1 место и 250 000 рублей призовых — Егор «Grantz» Курипко
- 2 место и 150 000 рублей призовых — Никита «SpaceCreated» Дюпин
- 3 место и 70 000 рублей призовых — Тимофей «Oinor» Пакичев

Победители тура по Counter-Strike: Global Offensive:
- 1 место и 800 000 рублей призовых — команда FLuffy Gangsters (Владислав «nafany» Горшков, Андрей «aNsavage» Кузнецов, Дмитрий «SH1RO1769-» Соколов, Антон «eQuake» Фесьо, Арсений «klydeep» Пильгуев)
- 2 место и 400 000 рублей призовых — команда DE Academy
- 3 место и 200 000 рублей призовых — команда WEPLAY

Участники чемпионата получили спортивные разряды:
- 1 разряд: 1-7 место
- 2 разряд: 8-11 место
- 3 разряд: 12-15 место

Общая информация о результатах
Согласно информации с официального сайта Федерации компьютерного спорта в соревновании
- Приняли участие: 20 537 человек
- Количество регионов, принявших участие: 40
- Финал соревнования посетило: 1 250 зрителей
- Количество просмотров: 11 929 000